# Acid bempedoic
Axit bempedoic (tên thương mại Nexletol) là một loại thuốc được phối hợp với điều chỉnh chế độ ăn và liệu pháp statin mạnh nhất mà bệnh nhân có thể dung nạp được trong điều trị 1) tăng cholesterol máu dị hợp tử mang tính chất gia đình và 2) mắc các bệnh động mạch vành mà việc giảm thêm LDL-C được cho là cần thiết.
Tác dụng phụ thường gặp khi dùng thuốc là tăng acid uric máu, thiếu máu, đau cơ và chấn thương gân.

## Cơ chế hoạt động
Axit bempedoic là một tiền chất. Nó được kích hoạt thành dạng thioester với coenzyme A nhờ enzyme SLC27A2 trong gan. Dạng hoạt tính của nó kích hoạt ức chế ATP citrate lyase, có liên quan đến quá trình sinh tổng hợp cholesterol của gan ở thượng nguồn của HMG-CoA reductase, enzyme bị chặn bởi statin.
Chất này cũng kích hoạt protein kinase được kích hoạt bằng AMP, nhưng tác dụng này có thể không liên quan ở người.

Bempedoyl-CoA, chất chuyển hóa hoạt động. Coenzyme A được hiển thị màu xanh lam.